# Bert Combs
Bertram Thomas "Bert" Combs, född 13 augusti 1911 i Manchester, Kentucky, död 4 december 1991 i Powell County, Kentucky, var en amerikansk demokratisk politiker och jurist. Han var Kentuckys guvernör 1959–1963.
Combs studerade vid Cumberland College och avlade sedan juristexamen vid University of Kentucky. I andra världskriget deltog han i USA:s armé och befordrades till kapten. Under kriget tjänstgjorde han i general Douglas MacArthurs stab och efter kriget deltog han i rättegången mot japanska krigsförbrytare. Mellan 1951 och 1955 satt han som domare i en appellationsdomstol i Kentucky.
Combs efterträdde 1959 Happy Chandler som guvernör och efterträddes 1963 av Edward T. Breathitt. Mellan 1967 och 1970 tjänstgjorde han sedan som domare i en federal appellationsdomstol. År 1991 drunknade Combs i en översvämning i Kentucky.